# Newark (Delaware)
Newark (pronuncia: /ˈnuːɑrk/) è un comune degli Stati Uniti d'America, appartenente alla Contea di New Castle, nello Stato del Delaware. È la sede della University of Delaware.

## Storia
Newark fu fondata nel 1694 da coloni provenienti da Scozia, Irlanda e Galles. Il 3 settembre 1777 vi si combatté la battaglia del Ponte di Cooch, l'unica della Guerra d'indipendenza americana combattuta in Delaware.

## Geografia fisica
È a 19 km da Wilmington, Delaware, e ha un clima temperato umido, con estati calde e umide e inverni freddi e nevosi.

## Governo
Il consiglio della città di Newark ha sei rappresentanti e un sindaco. Tale consiglio si occupa di:
- Polizia e ordine pubblico
- Nettezza urbana
- Manutenzione delle strade
- Energia elettrica
- Acqua pubblica
- Urbanistica

## Formazione scolastica
Il campus della University of Delaware è assai esteso e vi vivono 15 318 studenti e 3 405 post-laureati. Studenti famosi dell'università sono stati George Read, Thomas McKean, e James Smith (che hanno firmato la dichiarazione di indipendenza degli Stati Uniti d'America).